# ماري بلانشارد
ماري بلانشارد (بالإنجليزية: Mari Blanchard)‏ هي ممثلة أمريكية، ولدت في 13 أبريل 1927 بلونغ بيتش في الولايات المتحدة، وتوفيت في 10 مايو 1970 في الولايات المتحدة بسبب سرطان.

## وصلات خارجية
- ماري بلانشارد على موقع IMDb (الإنجليزية)
- ماري بلانشارد على موقع أول موفي (الإنجليزية)
- ماري بلانشارد على موقع إن إن دي بي (الإنجليزية)
- ماري بلانشارد على موقع قاعدة بيانات الفيلم (الإنجليزية)